# Alphonse Wright
Alphonse Wright (ur. 2 września 1887 – zm. 10 listopada 1953) – belgijski piłkarz grający na pozycji pomocnika. Był reprezentantem Belgii.

## Kariera klubowa
Całą swoją karierę piłkarską Wright spędził w klubie Racing Club z Brukseli. Zadebiutował w nim w 1904 roku i grał w nim do 1927 roku. Z Racingiem wywalczył mistrzostwo Belgii w sezonie 1907/1908 oraz dwa wicemistrzostwa Belgii w sezonach 1904/1905 i 1906/1907. Zdobył też Puchar Belgii w sezonie 1911/1912.

## Kariera reprezentacyjna
W reprezentacji Belgii Wright zadebiutował 22 kwietnia 1906 w wygranym 5:0 towarzyskim meczu z Francją, rozegranym w Saint-Cloud. Od 1906 do 1907 rozegrał w kadrze narodowej 5 meczów.